# Біджар-Анджіл-е-Качал-Бон
Біджар-Анджіл-е-Качал-Бон (перс. بيجارانجيل كچل بن) — село в Ірані, у дегестані Отаквар, у бахші Отаквар, шагрестані Лянґаруд остану Ґілян. За даними перепису 2006 року, його населення становило 33 особи, що проживали у складі 10 сімей.